# NGC 5591-1
NGC 5591-1 (другие обозначения — UGC 9207, IRAS14201+1356, MCG 2-37-6, KCPG 424A, MK 809, KUG 1420+139, ZWG 75.23, PGC 51360) — спиральная галактика (Sc) в созвездии Волопас.
Этот объект входит в число перечисленных в оригинальной редакции «Нового общего каталога».